# 猛獅24.310/350
猛獅24.350 HOCL-NLDD是一款由猛獅生產的雙層低地台巴士，而猛獅24.310 HOCL-NLDD是由同廠猛獅24.350演變出來，基本上是同樣設計。可視作專為香港而設計之雙層低地台巴士；與其他雙層低地台巴士比較，此款巴士於下層落車門後設有梯級。
型號 24.350 中，24 指車輛最高淨重24噸，350 指引擎最高馬力為350hp。而型號 24.310 中的 310 指引擎最高馬力為310hp。在MAN官方的目錄中，並沒有猛獅24.350的型號。

## 猛獅24.350
猛獅24.350HOCL-NLDD是由24.350HOCL改良而成的，24.350HOCL原為三軸單層或雙層旅遊車設計，下層尾部為行李箱，只有前半部載客。MAN為了在發展低地台巴士中的香港市場中分一杯羹，便改良成低地台城市巴士24.350HOCL-NLDD。
1997年10月，全世界唯一一輛配傲群車身及MAN D2866-LOH引擎的MAN 24.350HOCL-NLDD，亦是香港第一輛MAN雙層巴士、第一輛MAN城市巴士、唯一一輛採用ZF 5HP600變速箱的巴士，登陸香港葵涌貨櫃碼頭，備受巴士界注目。
巴士於1997年聖誕節前首航城巴5B路線，車隊編號2500。此輛樣板車城巴對其各方面的表現亦頗滿意。2500測試期間，城巴增購了62輛MAN雙層巴士，32輛配上荷蘭Berkhof車身，30輛配上澳洲Volgren CR223LD車身，引擎改為較常見的D2866-LOH25，並同樣調低引擎輸出功率至310匹，型號改為猛獅24.310。

## 猛獅24.310
1998年，有34輛城巴增購的猛獅24.310（32輛Berkhof車身及2輛傲群 CR223LD車身）差不多裝嵌完成，MAN十分重視這批雙層城市巴士訂單，而其中一輛配上Volgren車身的，更以城巴標準色彩在澳洲出席巴士集會。但在1999年，運輸署推行「車輛數目限額政策」，以打擊各巴士公司過量派車，導致交通擠塞。當年訂購了大量新巴士的城巴，便不得不取消部份訂單，這些24.310便是其中之一。此時，部份完成品陸續運抵香港，MAN及香港代理－合德汽車便為這些巴士尋找買家。
最後，1999年，冠忠從合德買下一輛配Berkhof車身的巴士。2000年，九巴接收30輛配Berkhof車身的巴士。Berkhof車身是首次為這批MAN底盤裝配雙層車身，為確保車身品質，餘下一輛配Berkhof車身的，便留在德國供MAN作測試用途（1998年後，此車通過各項撞擊力測試並隨即拆毀）。而餘下2輛配傲群車身的24.310亦於2002年跟著九巴自家訂購的24.310一同加入。

### 同廠產品
- 猛獅NL系列巴士

### 主要競爭車型
- 丹尼士三叉戟三型
- Neoplan Centroliner
- 亞歷山大丹尼士Enviro 500
- 富豪超級奧林比安
- 斯堪尼亞K310UD
- 富豪B9TL